# Kate Mosse
Kate Mosse (Londres, 20 d'octubre de 1961) és una escriptora i presentadora de televisió anglesa. És coneguda principalment per la seva novel·la de 2005 El laberint, traduïda a més de 37 idiomes, i que li va valer el Premi British Book de 2006. Les seves novel·les bestsellers han venut milions de còpies en més de 40 països.
En 1996 va fundar amb altres persones el Premi Orange, del que també és Directora d'Honor. L'any 2000 va ser nomenada European Woman of Achievement (Dona europea d'èxit) per la seva contribució a les arts.

### Novel·les de ficció
- Eskimo Kissing (1996)
- Crucifix Lane (1998)
- Laberint (Trilogia del Llenguadoc lliuro 1 (Labyrinth, Book I Llenguadoc Trilogy, 2005)
- Sepulcre (Trilogia del Llenguadoc lliuro 2 (Sepulchre, Book II Llenguadoc Trilogy, 2007)
- Els fantasmes de l'hivern, (The Winter Ghosts, 2009)
- Citadel (Book III Llenguadoc Trilogy, 2012)
- The Mistletoe Bride & Other Haunting Tales (short stories, 2013)
- The Taxidermist's Daughter (2014)

### Novel·les no ficció
- Becoming a Mother (1993)
- The House: Behind the Scenes at the Royal Opera House, Covent Garden (1995)
- Chichester Festival Theatre at Fifty (2012)